# Stora Bjørnarøya
Stora Bjørnarøya est une île norvégienne dans le landskap Sunnhordland du comté de Vestland. Elle appartient administrativement à Tysnes.

## Géographie
Rocheuse et couverte d'arbres, elle s'étend sur environ 403 m de longueur pour une largeur approximative de 384 m. 